# Caja Rural-Seguros RGA
Caja Rural-Seguros RGA (Kod UCI: CJR) – hiszpańska zawodowa grupa kolarska założona w 2010. Od 2011 znajduje się w dywizji UCI Professional Continental Teams.

## Nazwa grupy w poszczególnych latach
| lata      | nazwa                  |
| --------- | ---------------------- |
| 2010–2012 | Caja Rural             |
| od 2013   | Caja Rural-Seguros RGA |

## Sezony

### 2023

#### Skład
| Skład drużyny 2023                        | Skład drużyny 2023   | Skład drużyny 2023 | Skład drużyny 2023                    |
| Imię i nazwisko                           | Data urodzenia       | Państwo            | Poprzednia grupa                      |
| ----------------------------------------- | -------------------- | ------------------ | ------------------------------------- |
| Julen Amezqueta                           | 12 sierpnia 1993     | Hiszpania          | Wilier Triestina-Selle Italia (2017)  |
| Orluis Aular                              | 5 listopada 1996     | Wenezuela          | Matrix Powertag (2019)                |
| Daniel Babor                              | 22 października 1999 | Czechy             | Elkov-Kasper (2022)                   |
| Abel Balderstone                          | 7 lipca 2000         | Hiszpania          |                                       |
| Fernando Barceló                          | 6 stycznia 1996      | Hiszpania          | Cofidis (2021)                        |
| Jon Barrenetxea                           | 20 kwietnia 2000     | Hiszpania          | Baqué Ideus BH (2020)                 |
| Jefferson Alveiro Cepeda                  | 3 marca 1996         | Ekwador            | Team Ecuador (2018)                   |
| Josu Etxeberria                           | 9 września 2000      | Hiszpania          | Caja Rural-Seguros RGA amateur (2020) |
| Jhojan García                             | 10 stycznia 1998     | Kolumbia           | Medellín (2019)                       |
| David González López                      | 21 lutego 1996       | Hiszpania          |                                       |
| Calum Johnston                            | 11 stycznia 1998     | Wielka Brytania    | Caja Rural-Seguros RGA amateur (2021) |
| Iúri Leitão                               | 3 lipca 1998         | Portugalia         | Tavfer-Measindot-Mortágua (2021)      |
| Joseba López                              | 5 marca 2000         | Hiszpania          |                                       |
| Sergio Martín                             | 13 grudnia 1996      | Hiszpania          |                                       |
| Mulu Hailemichael                         | 12 stycznia 1999     | Etiopia            | Global 6 Cycling (2022)               |
| Jokin Murguialday                         | 19 marca 2000        | Hiszpania          |                                       |
| Joel Nicolau                              | 23 grudnia 1997      | Hiszpania          |                                       |
| Yesid Pira                                | 28 czerwca 1999      | Kolumbia           | Liro-Alcaldía de La Vega (2021)       |
| Eduard Prades                             | 9 sierpnia 1987      | Hiszpania          | Delko (2021)                          |
| Michal Schlegel                           | 31 maja 1995         | Czechy             | Elkov-Kasper (2021)                   |
| Jaume Guardeño (1 sie–31 gru, stażysta)   | 20 lutego 2003       | Hiszpania          |                                       |
| Javier Ibañez (1 sie–31 gru, stażysta)    | 29 listopada 2001    | Hiszpania          | Caja Rural-Alea (2023)                |
| Thomas Silva (1 sie–31 gru, stażysta)     | 30 grudnia 2001      | Urugwaj            |                                       |
| Gorka Sorarrain (31 lip–31 gru, stażysta) | 21 maja 1996         | Hiszpania          | Baqué Cycling Team (2022)             |
|                                           |                      |                    |                                       |
| Źródło: ProCyclingStats                   |                      |                    |                                       |

#### Zwycięstwa
| Zwycięstwa          | Zwycięstwa                                             | Zwycięstwa | Zwycięstwa | Zwycięstwa           | Zwycięstwa |
| Data                | Wyścig                                                 | Państwo    | Kategoria  | Zwycięzca            |            |
| ------------------- | ------------------------------------------------------ | ---------- | ---------- | -------------------- | ---------- |
| 19 mar              | Classica da Arrábida                                   | Portugalia | 1.2        | Orluis Aular         |            |
| 26 marca 2023       | Volta ao Alentejo, klasyfikacja generalna              | Portugalia | 2.2        | Orluis Aular         |            |
| 5 maj               | Tour of Greece, 3. etap                                | Grecja     | 2.1        | Iúri Leitão          |            |
| 6 maja 2023         | Tour of Greece, klasyfikacja generalna                 | Grecja     | 2.1        | Iúri Leitão          |            |
| 26 maj              | GP Beiras e Serra da Estrela, 2. etap                  | Portugalia | 2.2        | Iúri Leitão          |            |
| 27 maj              | GP Beiras e Serra da Estrela, 3. etap                  | Portugalia | 2.2        | Iúri Leitão          |            |
| 28 maj              | GP Beiras e Serra da Estrela, 4. etap                  | Portugalia | 2.2        | Abel Balderstone     |            |
| 14 lip              | Mistrzostwa Wenezueli – jazda indywidualna na czas     | Wenezuela  | CN         | Orluis Aular         |            |
| 14 lip              | Troféu Joaquim Agostinho, 1. etap                      | Portugalia | 2.2        | David González López |            |
| 16 lip              | Venezuela National Road Cycling Championships - Men RR | Wenezuela  | CN         | Orluis Aular         |            |
| 13 sie              | Volta a Portugal, 4. etap                              | Portugalia | 2.1        | Daniel Babor         |            |
| 26 wrz              | Tour de Langkawi, 4. etap                              | Malezja    | 2.Pro      | Daniel Babor         |            |
| 27 wrz              | Tour of Croatia, 2. etap                               | Chorwacja  | 2.1        | Iúri Leitão          |            |
| 30 wrz              | Tour of Croatia, 5. etap                               | Chorwacja  | 2.1        | Orluis Aular         |            |
| 1 października 2023 | Tour of Croatia, klasyfikacja generalna                | Chorwacja  | 2.1        | Orluis Aular         |            |

### 2022

#### Skład
| Skład drużyny 2022       | Skład drużyny 2022 | Skład drużyny 2022 | Skład drużyny 2022                    |
| Imię i nazwisko          | Data urodzenia     | Państwo            | Poprzednia grupa                      |
| ------------------------ | ------------------ | ------------------ | ------------------------------------- |
| Julen Amezqueta          | 12 sierpnia 1993   | Hiszpania          | Wilier Triestina-Selle Italia (2017)  |
| Orluis Aular             | 5 listopada 1996   | Wenezuela          | Matrix Powertag (2019)                |
| Aritz Bagües             | 19 sierpnia 1989   | Hiszpania          | Euskadi Basque Country-Murias (2019)  |
| Jon Barrenetxea          | 20 kwietnia 2000   | Hiszpania          | Baqué Ideus BH (2020)                 |
| Juan Fernando Calle      | 18 lipca 1999      | Kolumbia           |                                       |
| Jefferson Alveiro Cepeda | 3 marca 1996       | Ekwador            | Team Ecuador (2018)                   |
| Álvaro Cuadros           | 12 kwietnia 1995   | Hiszpania          |                                       |
| Josu Etxeberria          | 9 września 2000    | Hiszpania          | Caja Rural-Seguros RGA amateur (2020) |
| Jhojan García            | 10 stycznia 1998   | Kolumbia           | Medellín (2019)                       |
| David González López     | 21 lutego 1996     | Hiszpania          |                                       |
| Calum Johnston           | 11 stycznia 1998   | Wielka Brytania    | Caja Rural-Seguros RGA amateur (2021) |
| Jonathan Lastra          | 3 czerwca 1993     | Hiszpania          | Caja Rural-Seguros RGA amateur (2015) |
| Iúri Leitão              | 3 lipca 1998       | Portugalia         | Tavfer-Measindot-Mortágua (2021)      |
| Sergio Martín            | 13 grudnia 1996    | Hiszpania          |                                       |
| Jokin Murguialday        | 19 marca 2000      | Hiszpania          |                                       |
| Joel Nicolau             | 23 grudnia 1997    | Hiszpania          |                                       |
| Mikel Nieve              | 26 maja 1984       | Hiszpania          | BikeExchange (2021)                   |
| Yesid Pira               | 28 czerwca 1999    | Kolumbia           | Liro-Alcaldía de La Vega (2021)       |
| Eduard Prades            | 9 sierpnia 1987    | Hiszpania          | Delko (2021)                          |
| Michal Schlegel          | 31 maja 1995       | Czechy             | Elkov-Kasper (2021)                   |
| Fernando Barceló         | 6 stycznia 1996    | Hiszpania          | Cofidis (2021)                        |
|                          |                    |                    |                                       |
| Źródło: ProCyclingStats  |                    |                    |                                       |

#### Zwycięstwa
| Zwycięstwa    | Zwycięstwa                                             | Zwycięstwa | Zwycięstwa | Zwycięstwa      | Zwycięstwa |
| Data          | Wyścig                                                 | Państwo    | Kategoria  | Zwycięzca       |            |
| ------------- | ------------------------------------------------------ | ---------- | ---------- | --------------- | ---------- |
| 13 mar        | Classica da Arrábida                                   | Portugalia | 1.2        | Orluis Aular    |            |
| 20 marca 2022 | Volta ao Alentejo, klasyfikacja generalna              | Portugalia | 2.2        | Orluis Aular    |            |
| 3 cze         | Ronde de l'Oise, 2. etap                               | Francja    | 2.2        | Iúri Leitão     |            |
| 9 cze         | Mistrzostwa Wenezueli – jazda indywidualna na czas     | Wenezuela  | CN         | Orluis Aular    |            |
| 11 cze        | Venezuela National Road Cycling Championships - Men RR | Wenezuela  | CN         | Orluis Aular    |            |
| 1 lip         | Troféu Joaquim Agostinho, 1. etap                      | Portugalia | 2.2        | Jonathan Lastra |            |
| 6 maja 2023   | Tour of Greece, klasyfikacja generalna                 | Grecja     | 2.1        | Iúri Leitão     |            |

### 2021

#### Skład
| Skład drużyny 2021                            | Skład drużyny 2021 | Skład drużyny 2021 | Skład drużyny 2021                    |
| Imię i nazwisko                               | Data urodzenia     | Państwo            | Poprzednia grupa                      |
| --------------------------------------------- | ------------------ | ------------------ | ------------------------------------- |
| Jon Aberasturi                                | 28 marca 1989      | Hiszpania          | Euskadi-Murias (2018)                 |
| Julen Amezqueta                               | 12 sierpnia 1993   | Hiszpania          | Wilier Triestina-Selle Italia (2017)  |
| Orluis Aular                                  | 5 listopada 1996   | Wenezuela          | Matrix Powertag (2019)                |
| Aritz Bagües                                  | 19 sierpnia 1989   | Hiszpania          | Euskadi Basque Country-Murias (2019)  |
| Jon Barrenetxea                               | 20 kwietnia 2000   | Hiszpania          | Baqué Ideus BH (2020)                 |
| Juan Fernando Calle                           | 18 lipca 1999      | Kolumbia           |                                       |
| Jefferson Alveiro Cepeda                      | 3 marca 1996       | Ekwador            | Team Ecuador (2018)                   |
| Álvaro Cuadros                                | 12 kwietnia 1995   | Hiszpania          |                                       |
| Josu Etxeberria                               | 9 września 2000    | Hiszpania          | Caja Rural-Seguros RGA amateur (2020) |
| Jhojan García                                 | 10 stycznia 1998   | Kolumbia           | Medellín (2019)                       |
| David González López                          | 21 lutego 1996     | Hiszpania          |                                       |
| Jon Irisarri                                  | 9 listopada 1995   | Hiszpania          | Caja Rural-Seguros RGA amateur (2016) |
| Jonathan Lastra                               | 3 czerwca 1993     | Hiszpania          | Caja Rural-Seguros RGA amateur (2015) |
| Oier Lazkano                                  | 7 listopada 1999   | Hiszpania          | Caja Rural-Seguros RGA (2019)         |
| Sergio Martín                                 | 13 grudnia 1996    | Hiszpania          |                                       |
| Jokin Murguialday                             | 19 marca 2000      | Hiszpania          |                                       |
| Joel Nicolau                                  | 23 grudnia 1997    | Hiszpania          |                                       |
| Alejandro Osorio                              | 28 maja 1998       | Kolumbia           | Nippo-Vini Fantini-Faizanè (2019)     |
| Héctor Sáez                                   | 6 listopada 1993   | Hiszpania          | Euskadi Basque Country-Murias (2019)  |
| Carmelo Urbano                                | 3 lutego 1997      | Hiszpania          |                                       |
| Pablo Garcia Frances (1 sie–31 gru, stażysta) | 16 stycznia 2001   | Hiszpania          |                                       |
| Yesid Pira (1 sie–31 gru, stażysta)           | 28 czerwca 1999    | Kolumbia           |                                       |
|                                               |                    |                    |                                       |
| Źródło: ProCyclingStats                       |                    |                    |                                       |

#### Zwycięstwa
| Zwycięstwa | Zwycięstwa                  | Zwycięstwa | Zwycięstwa | Zwycięstwa     | Zwycięstwa |
| Data       | Wyścig                      | Państwo    | Kategoria  | Zwycięzca      |            |
| ---------- | --------------------------- | ---------- | ---------- | -------------- | ---------- |
| 11 cze     | Dirka po Sloveniji, 3. etap | Słowenia   | 2.Pro      | Jon Aberasturi |            |

### 2020

#### Skład
| Skład drużyny 2020                                | Skład drużyny 2020   | Skład drużyny 2020 | Skład drużyny 2020                    |
| Imię i nazwisko                                   | Data urodzenia       | Państwo            | Poprzednia grupa                      |
| ------------------------------------------------- | -------------------- | ------------------ | ------------------------------------- |
| Jon Aberasturi                                    | 28 marca 1989        | Hiszpania          | Euskadi-Murias (2018)                 |
| Julen Amezqueta                                   | 12 sierpnia 1993     | Hiszpania          | Wilier Triestina-Selle Italia (2017)  |
| Orluis Aular                                      | 5 listopada 1996     | Wenezuela          | Matrix Powertag (2019)                |
| Aritz Bagües                                      | 19 sierpnia 1989     | Hiszpania          | Euskadi Basque Country-Murias (2019)  |
| Miguel Ángel Ballesteros (1 sie–31 gru, stażysta) | 23 lipca 1996        | Hiszpania          | Polartec-Kometa (2018)                |
| Juan Fernando Calle                               | 18 lipca 1999        | Kolumbia           |                                       |
| Xavier Cañellas                                   | 16 marca 1997        | Hiszpania          |                                       |
| Jefferson Alveiro Cepeda                          | 3 marca 1996         | Ekwador            | Team Ecuador (2018)                   |
| Álvaro Cuadros                                    | 12 kwietnia 1995     | Hiszpania          |                                       |
| Josu Etxeberria (1 sie–31 gru, stażysta)          | 9 września 2000      | Hiszpania          | Caja Rural-Seguros RGA amateur (2020) |
| Jhojan García                                     | 10 stycznia 1998     | Kolumbia           | Medellín (2019)                       |
| Carlos García Pierna (1 sie–31 gru, stażysta)     | 23 lipca 1999        | Hiszpania          | Kometa U23 (2019)                     |
| David González López                              | 21 lutego 1996       | Hiszpania          |                                       |
| Oier Ibarguren (1 sie–31 gru, stażysta)           | 27 stycznia 1997     | Hiszpania          |                                       |
| Jon Irisarri                                      | 9 listopada 1995     | Hiszpania          | Caja Rural-Seguros RGA amateur (2016) |
| Jonathan Lastra                                   | 3 czerwca 1993       | Hiszpania          | Caja Rural-Seguros RGA amateur (2015) |
| Oier Lazkano                                      | 7 listopada 1999     | Hiszpania          | Caja Rural-Seguros RGA (2019)         |
| Matteo Malucelli                                  | 20 października 1993 | Włochy             | Androni Giocattoli-Sidermec (2018)    |
| Sergio Martín                                     | 13 grudnia 1996      | Hiszpania          |                                       |
| Joel Nicolau                                      | 23 grudnia 1997      | Hiszpania          |                                       |
| Alejandro Osorio                                  | 28 maja 1998         | Kolumbia           | Nippo-Vini Fantini-Faizanè (2019)     |
| Cristián Rodríguez                                | 3 marca 1995         | Hiszpania          | Wilier Triestina-Selle Italia (2017)  |
| Héctor Sáez                                       | 6 listopada 1993     | Hiszpania          | Euskadi Basque Country-Murias (2019)  |
| Gonzalo Serrano                                   | 17 sierpnia 1994     | Hiszpania          | Caja Rural-Seguros RGA amateur (2017) |
| Carmelo Urbano                                    | 3 lutego 1997        | Hiszpania          |                                       |
|                                                   |                      |                    |                                       |
| Źródło: ProCyclingStats                           |                      |                    |                                       |

#### Zwycięstwa
| Zwycięstwa        | Zwycięstwa                  | Zwycięstwa           | Zwycięstwa | Zwycięstwa      | Zwycięstwa |
| Data              | Wyścig                      | Państwo              | Kategoria  | Zwycięzca       |            |
| ----------------- | --------------------------- | -------------------- | ---------- | --------------- | ---------- |
| 20 lut            | Vuelta a Andalucía, 2. etap | Hiszpania            | 2.Pro      | Gonzalo Serrano |            |
| 29 sie            | Tour de Hongrie, 1. etap    | Węgry                | 2.1        | Jon Aberasturi  |            |
| 4 wrz             | Belgrad-Banja Luka, 1. etap | Bośnia i Hercegowina | 2.1        | Xavier Cañellas |            |
| 30 wrz            | Volta a Portugal, 3. etap   | Portugalia           | 2.1        | Oier Lazkano    |            |
| 22 listopada 2020 | Vuelta a Venezuela          | Wenezuela            | NE         | Orluis Aular    |            |

### 2019

#### Skład
| Skład drużyny 2019                       | Skład drużyny 2019   | Skład drużyny 2019 | Skład drużyny 2019                    |
| Imię i nazwisko                          | Data urodzenia       | Państwo            | Poprzednia grupa                      |
| ---------------------------------------- | -------------------- | ------------------ | ------------------------------------- |
| Jon Aberasturi                           | 28 marca 1989        | Hiszpania          | Euskadi-Murias (2018)                 |
| Julen Amezqueta                          | 12 sierpnia 1993     | Hiszpania          | Wilier Triestina-Selle Italia (2017)  |
| Alex Aranburu                            | 19 września 1995     | Hiszpania          | Euskadi Basque Country-Murias (2016)  |
| Alan Banaszek                            | 30 października 1997 | Polska             | CCC Sprandi Polkowice (2018)          |
| Xavier Cañellas                          | 16 marca 1997        | Hiszpania          |                                       |
| Siergiej Czerniecki                      | 9 kwietnia 1990      | Rosja              | Astana (2018)                         |
| Álvaro Cuadros                           | 12 kwietnia 1995     | Hiszpania          |                                       |
| Domingos Gonçalves                       | 13 lutego 1989       | Portugalia         | Rádio Popular-Boavista (2018)         |
| David González López                     | 21 lutego 1996       | Hiszpania          |                                       |
| Jon Irisarri                             | 9 listopada 1995     | Hiszpania          | Caja Rural-Seguros RGA amateur (2016) |
| Jonathan Lastra                          | 3 czerwca 1993       | Hiszpania          | Caja Rural-Seguros RGA amateur (2015) |
| Matteo Malucelli                         | 20 października 1993 | Włochy             | Androni Giocattoli-Sidermec (2018)    |
| Antonio Molina                           | 4 stycznia 1991      | Hiszpania          | Caja Rural-Seguros RGA amateur (2013) |
| Sebastián Mora                           | 19 lutego 1988       | Hiszpania          | Team Raleigh GAC (2017)               |
| Mauricio Moreira                         | 18 lipca 1995        | Urugwaj            | Caja Rural-Seguros RGA amateur (2017) |
| Sergio Pardilla                          | 16 stycznia 1984     | Hiszpania          | MTN-Qhubeka (2014)                    |
| Cristián Rodríguez                       | 3 marca 1995         | Hiszpania          | Wilier Triestina-Selle Italia (2017)  |
| Gonzalo Serrano                          | 17 sierpnia 1994     | Hiszpania          | Caja Rural-Seguros RGA amateur (2017) |
| Nelson Soto                              | 19 czerwca 1994      | Kolumbia           | Coldeportes-Zenú (2017)               |
|                                          |                      |                    |                                       |
| Źródła: ProCyclingStats Cycling Quotient |                      |                    |                                       |

#### Zwycięstwa
| Zwycięstwa | Zwycięstwa                               | Zwycięstwa | Zwycięstwa | Zwycięstwa       | Zwycięstwa |
| Data       | Wyścig                                   | Państwo    | Kategoria  | Zwycięzca        |            |
| ---------- | ---------------------------------------- | ---------- | ---------- | ---------------- | ---------- |
| 17 mar     | Classica da Arrábida                     | Portugalia | 1.2        | Jonathan Lastra  |            |
| 11 maj     | Vuelta a la Comunidad de Madrid, 2. etap | Hiszpania  | 2.1        | Alex Aranburu    |            |
| 7 cze      | Boucles de la Mayenne, 2. etap           | Francja    | 2.1        | Mauricio Moreira |            |
| 8 cze      | Boucles de la Mayenne, 3. etap           | Francja    | 2.1        | Jon Aberasturi   |            |
| 31 lip     | Circuito de Getxo                        | Hiszpania  | 1.1        | Jon Aberasturi   |            |
| 14 sie     | Vuelta a Burgos, 2. etap                 | Hiszpania  | 2.HC       | Jon Aberasturi   |            |
| 16 sie     | Vuelta a Burgos, 4. etap                 | Hiszpania  | 2.HC       | Alex Aranburu    |            |

### 2018

#### Skład
| Skład drużyny 2018      | Skład drużyny 2018   | Skład drużyny 2018 | Skład drużyny 2018                      |
| Imię i nazwisko         | Data urodzenia       | Państwo            | Poprzednia grupa                        |
| ----------------------- | -------------------- | ------------------ | --------------------------------------- |
| Julen Amezqueta         | 12 sierpnia 1993     | Hiszpania          | Wilier Triestina-Selle Italia (2017)    |
| Alex Aranburu           | 19 września 1995     | Hiszpania          | Euskadi Basque Country-Murias (2016)    |
| Miguel Ángel Benito     | 21 września 1993     | Hiszpania          | Caja Rural-Seguros RGA amateur (2014)   |
| Danilo Celano           | 7 grudnia 1989       | Włochy             | Amore & Vita-Selle SMP-Fondriest (2017) |
| Álvaro Cuadros          | 12 kwietnia 1995     | Hiszpania          |                                         |
| Fabricio Ferrari        | 3 czerwca 1985       | Urugwaj            | Caja Rural amateur (2009)               |
| Jon Irisarri            | 9 listopada 1995     | Hiszpania          | Caja Rural-Seguros RGA amateur (2016)   |
| Jonathan Lastra         | 3 czerwca 1993       | Hiszpania          | Caja Rural-Seguros RGA amateur (2015)   |
| Lluís Mas               | 15 października 1989 | Hiszpania          | Burgos BH-Castilla y León (2013)        |
| Antonio Molina          | 4 stycznia 1991      | Hiszpania          | Caja Rural-Seguros RGA amateur (2013)   |
| Mauricio Moreira        | 18 lipca 1995        | Urugwaj            | Caja Rural-Seguros RGA amateur (2017)   |
| Justin Oien             | 5 maja 1995          | Stany Zjednoczone  | Axeon-Hagens Berman (2016)              |
| Sergio Pardilla         | 16 stycznia 1984     | Hiszpania          | MTN-Qhubeka (2014)                      |
| Rafael Reis             | 15 lipca 1992        | Portugalia         | W52-FC Porto (2016)                     |
| Cristián Rodríguez      | 3 marca 1995         | Hiszpania          | Wilier Triestina-Selle Italia (2017)    |
| Nick Schultz            | 13 września 1994     | Australia          | SEG Racing Academy (2016)               |
| Gonzalo Serrano         | 17 sierpnia 1994     | Hiszpania          | Caja Rural-Seguros RGA amateur (2017)   |
| Joaquim Silva           | 19 marca 1992        | Portugalia         | W52-FC Porto (2017)                     |
| Nelson Soto             | 19 czerwca 1994      | Kolumbia           | Coldeportes-Zenú (2017)                 |
| Yannis Yssaad           | 25 czerwca 1993      | Francja            | Armée de terre (2017)                   |
| Josu Zabala             | 11 kwietnia 1993     | Hiszpania          | Caja Rural-Seguros RGA (2016)           |
|                         |                      |                    |                                         |
| Źródło: ProCyclingStats |                      |                    |                                         |

#### Zwycięstwa
| Zwycięstwa | Zwycięstwa                               | Zwycięstwa | Zwycięstwa    | Zwycięstwa      | Zwycięstwa |
| Data       | Wyścig                                   | Państwo    | Kategoria     | Zwycięzca       |            |
| ---------- | ---------------------------------------- | ---------- | ------------- | --------------- | ---------- |
| 9 maj      | Vuelta a la Comunidad de Madrid, 2. etap | Francja    | 2.1           | Nelson Soto     |            |
| 31 lip     | Circuito de Getxo                        | Hiszpania  | Alex Aranburu |                 |            |
| 1 sie      | Volta a Portugal, prolog                 | Portugalia | 2.1           | Rafael Reis     |            |
| 7 wrz      | Vuelta a España, 13. etap                | Hiszpania  | 2.UWT         | Óscar Rodríguez |            |

### 2017

#### Skład
| Skład drużyny 2017                       | Skład drużyny 2017   | Skład drużyny 2017 | Skład drużyny 2017                      |
| Imię i nazwisko                          | Data urodzenia       | Państwo            | Poprzednia grupa                        |
| ---------------------------------------- | -------------------- | ------------------ | --------------------------------------- |
| Alex Aranburu                            | 19 września 1995     | Hiszpania          | Euskadi Basque Country-Murias (2016)    |
| David Arroyo                             | 7 stycznia 1980      | Hiszpania          | Movistar Team (2012)                    |
| Miguel Ángel Benito                      | 21 września 1993     | Hiszpania          | Caja Rural-Seguros RGA amateur (2014)   |
| Chris Butler                             | 16 lutego 1988       | Stany Zjednoczone  | Cycling Academy (2016)                  |
| Fabricio Ferrari                         | 3 czerwca 1985       | Urugwaj            | Caja Rural amateur (2009)               |
| Jon Irisarri                             | 9 listopada 1995     | Hiszpania          | Caja Rural-Seguros RGA amateur (2016)   |
| Jonathan Lastra                          | 3 czerwca 1993       | Hiszpania          | Caja Rural-Seguros RGA amateur (2015)   |
| Lluís Mas                                | 15 października 1989 | Hiszpania          | Burgos BH-Castilla y León (2013)        |
| Antonio Molina                           | 4 stycznia 1991      | Hiszpania          | Caja Rural-Seguros RGA amateur (2013)   |
| Justin Oien                              | 5 maja 1995          | Stany Zjednoczone  | Axeon-Hagens Berman (2016)              |
| Dylan Page                               | 5 listopada 1993     | Szwajcaria         | Roth (2016)                             |
| Sergio Pardilla                          | 16 stycznia 1984     | Hiszpania          | MTN-Qhubeka (2014)                      |
| Eduard Prades                            | 9 sierpnia 1987      | Hiszpania          | Matrix Powertag (2014)                  |
| Rafael Reis                              | 15 lipca 1992        | Portugalia         | W52-FC Porto (2016)                     |
| Jaime Rosón                              | 13 stycznia 1993     | Hiszpania          | Caja Rural-Seguros RGA amateur (2014)   |
| Diego Rubio                              | 13 czerwca 1991      | Hiszpania          | Efapel (2015)                           |
| Héctor Sáez                              | 6 listopada 1993     | Hiszpania          | Caja Rural-Seguros RGA amateur (2015)   |
| Nick Schultz                             | 13 września 1994     | Australia          | SEG Racing Academy (2016)               |
| Jurij Trofimow (1 sty–27 lip)            | 26 stycznia 1984     | Rosja              | Tinkoff (2016)                          |
| Josu Zabala                              | 11 kwietnia 1993     | Hiszpania          | Caja Rural-Seguros RGA (2016)           |
| Danilo Celano (1 sie–31 gru)             | 7 grudnia 1989       | Włochy             | Amore & Vita-Selle SMP-Fondriest (2017) |
| Óscar Pelegrí (1 sie–31 gru, stażysta)   | 30 maja 1994         | Hiszpania          |                                         |
| Gonzalo Serrano (1 sie–31 gru, stażysta) | 17 sierpnia 1994     | Hiszpania          |                                         |
| Manuel Sola (1 sie–31 gru, stażysta)     | 18 kwietnia 1992     | Hiszpania          | Burgos-BH (2016)                        |
|                                          |                      |                    |                                         |
| Źródła: ProCyclingStats Cycling Quotient |                      |                    |                                         |

#### Zwycięstwa
| Zwycięstwa  | Zwycięstwa                                   | Zwycięstwa | Zwycięstwa | Zwycięstwa     | Zwycięstwa |
| Data        | Wyścig                                       | Państwo    | Kategoria  | Zwycięzca      |            |
| ----------- | -------------------------------------------- | ---------- | ---------- | -------------- | ---------- |
| 6 maj       | Five Rings of Moscow, 1. etap                | Rosja      | 2.2        | Jurij Trofimow |            |
| 6 maj       | Alpes Isère Tour, 4. etap                    | Francja    | 2.2        | Justin Oien    |            |
| 9 maja 2017 | Five Rings of Moscow, klasyfikacja generalna | Rosja      | 2.2        | Jurij Trofimow |            |

### 2016

#### Skład
| Skład drużyny 2016                                        | Skład drużyny 2016   | Skład drużyny 2016 | Skład drużyny 2016                    |
| Imię i nazwisko                                           | Data urodzenia       | Państwo            | Poprzednia grupa                      |
| --------------------------------------------------------- | -------------------- | ------------------ | ------------------------------------- |
| Javier Aramendia                                          | 5 grudnia 1986       | Hiszpania          | Euskaltel-Euskadi (2011)              |
| David Arroyo                                              | 7 stycznia 1980      | Hiszpania          | Movistar Team (2012)                  |
| Carlos Barbero                                            | 29 kwietnia 1991     | Hiszpania          | Euskadi (2014)                        |
| Miguel Ángel Benito                                       | 21 września 1993     | Hiszpania          | Caja Rural-Seguros RGA amateur (2014) |
| Pello Bilbao                                              | 25 lutego 1990       | Hiszpania          | Euskaltel Euskadi (2013)              |
| Hugh Carthy                                               | 9 lipca 1994         | Wielka Brytania    | Rapha Condor JLT (2014)               |
| Fabricio Ferrari                                          | 3 czerwca 1985       | Urugwaj            | Caja Rural amateur (2009)             |
| Alberto Gallego (1 sty–26 sty)                            | 25 listopada 1990    | Hiszpania          | Rádio Popular-Boavista (2015)         |
| Domingos Gonçalves                                        | 13 lutego 1989       | Portugalia         | Efapel (2015)                         |
| José Gonçalves                                            | 13 lutego 1989       | Portugalia         | La Pomme Marseille 13 (2014)          |
| Jonathan Lastra                                           | 3 czerwca 1993       | Hiszpania          | Caja Rural-Seguros RGA amateur (2015) |
| Ángel Madrazo                                             | 30 lipca 1988        | Hiszpania          | Movistar Team (2013)                  |
| Lluís Mas                                                 | 15 października 1989 | Hiszpania          | Burgos BH-Castilla y León (2013)      |
| Antonio Molina                                            | 4 stycznia 1991      | Hiszpania          | Caja Rural-Seguros RGA amateur (2013) |
| Sergio Pardilla                                           | 16 stycznia 1984     | Hiszpania          | MTN-Qhubeka (2014)                    |
| Eduard Prades                                             | 9 sierpnia 1987      | Hiszpania          | Matrix Powertag (2014)                |
| Jaime Rosón                                               | 13 stycznia 1993     | Hiszpania          | Caja Rural-Seguros RGA amateur (2014) |
| Diego Rubio                                               | 13 czerwca 1991      | Hiszpania          | Efapel (2015)                         |
| Héctor Sáez                                               | 6 listopada 1993     | Hiszpania          | Caja Rural-Seguros RGA amateur (2015) |
| Ricardo Vilela                                            | 18 grudnia 1987      | Portugalia         | OFM-Quinta da Lixa (2014)             |
| Iker Azkarate (1 sie–31 gru, stażysta)                    | 20 kwietnia 1994     | Hiszpania          |                                       |
| Jon Irisarri (1 sie–31 gru, stażysta)                     | 9 listopada 1995     | Hiszpania          | Fundación Euskadi-EDP (2015)          |
| Josu Zabala (1 sie–31 gru, stażysta)                      | 11 kwietnia 1993     | Hiszpania          | Caja Rural-Seguros RGA (2016)         |
|                                                           |                      |                    |                                       |
| Źródła: ProCyclingStats Cycling Quotient Cycling Archives |                      |                    |                                       |

#### Zwycięstwa
| Zwycięstwa  | Zwycięstwa                                                  | Zwycięstwa        | Zwycięstwa | Zwycięstwa      | Zwycięstwa |
| Data        | Wyścig                                                      | Państwo           | Kategoria  | Zwycięzca       |            |
| ----------- | ----------------------------------------------------------- | ----------------- | ---------- | --------------- | ---------- |
| 6 lut       | Étoile de Bessèges, 4. etap                                 | Francja           | 2.1        | Ángel Madrazo   |            |
| 25 kwi      | Presidential Cycling Tour of Turkey, 2. etap                | Turcja            | 2.HC       | Pello Bilbao    |            |
| 29 kwi      | Presidential Cycling Tour of Turkey, 6. etap                | Turcja            | 2.HC       | Jaime Rosón     |            |
| 30 kwi      | Vuelta a Asturias, 1. etap                                  | Hiszpania         | 2.1        | Hugh Carthy     |            |
| 1 maja 2016 | Presidential Cycling Tour of Turkey, klasyfikacja generalna | Turcja            | 2.HC       | José Gonçalves  |            |
| 2 maja 2016 | Vuelta a Asturias, klasyfikacja generalna                   | Hiszpania         | 2.1        | Hugh Carthy     |            |
| 5 cze       | Philadelphia International Championship                     | Stany Zjednoczone | 1.1        | Eduard Prades   |            |
| 4 sie       | Volta a Portugal, 7. etap                                   | Portugalia        | 2.1        | José Gonçalves  |            |
| 6 sie       | Vuelta a Burgos, 5. etap                                    | Hiszpania         | 2.HC       | Sergio Pardilla |            |